# Шорнинка
Шорнинка — река в России, протекает по Якшур-Бодьинскому, Игринскому и Шарканскому районам Республики Удмуртия. Устье реки находится в 36 км по левому берегу реки Ита. Длина реки составляет 21 км.
Исток расположен на Тыловайской возвышенности в Якшур-Бодьинском районе неподалёку от точки, где сходятся Якшур-Бодьинский, Игринский и Шарканский районы. Река течёт на северо-восток, вскоре после истока образует границу Якшур-Бодьинского и Шарканского районов, затем перетекает в Игринский, а в нижнем течении вновь возвращается в Шарканский. Протекает деревни Сосновские Шорни, Верхние и Нижние Шорни.
Впадает в Иту на границе Шарканского и Дебёсского районов в 2 км к югу от деревни Кедзя.

## Данные водного реестра
По данным государственного водного реестра России относится к Камскому бассейновому округу, водохозяйственный участок реки — Чепца от истока до устья, речной подбассейн реки Вятка. Речной бассейн реки — Кама.
Код объекта в государственном водном реестре — 10010300112111100032790.